# Baldomer Gili i Roig

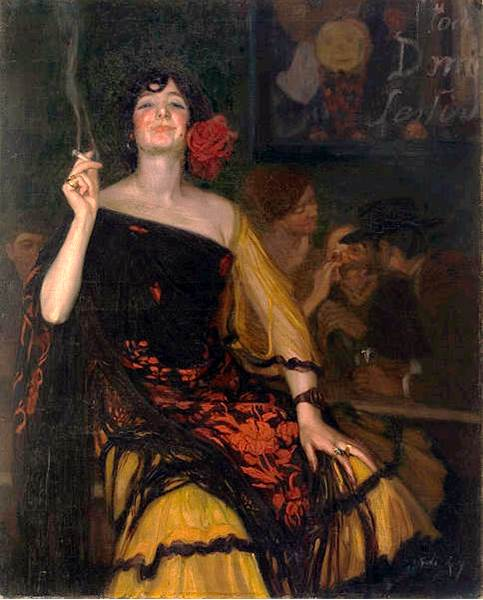
La Ricitos, 1912

Baldomer Gili i Roig (19. října 1873, Lleida – 31. prosince 1926, Barcelona ) byl španělský malíř, kreslíř a fotograf.

## Životopis
Jeho otec byl učitel a redaktor. Jeho bratr Gustau (Gustavo, 1868-1945) se stal zakladatelem Editorial Gustavo Gili, významné vydavatelské společnosti. V roce 1882 se rodina přestěhovala do Irunu, kde začal své první hodiny výtvarné výchovy u José Salíse Camina, námořního umělce a stoupence Camilla Corota. O šest let později se rodina vrátila do Barcelony a on se zapsal na Escola de la Llotja. Právě tam byl ovlivněn prací Sorollistů a rozjasnil svou paletu.

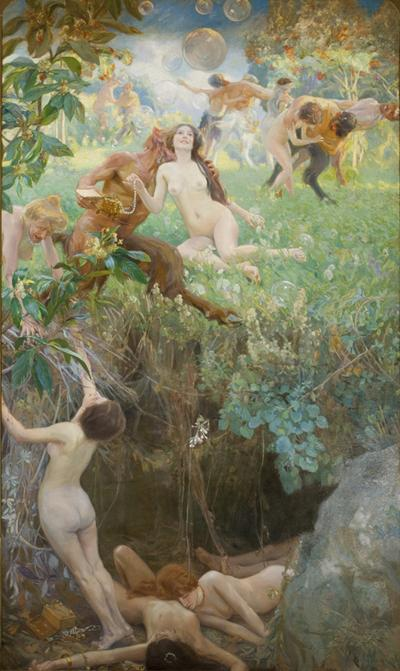
Propast (1906)

V roce 1890 se rozhodl jít do Madridu a vstoupit do „Escuela Especial de Pintura, Escultura y Grabado“, navštěvoval třídy Alejo Vera, kterého obdivoval. O sedm let později se odvážil do Mnichova, aby pokračoval ve studiu na Akademii výtvarných umění, ale byl nucen vrátit se o rok později domů kvůli politické krizi způsobené začátkem španělsko -americké války.  V roce 1899 měl svou první výstavu v Sala Parés.
Následující rok uspořádal první výstavu ve svém rodném městě a s pomocí Jaume Morery dostal od místní vlády stipendium na studium v Itálii. Nejprve žil v kapucínském klášteře poblíž Říma ve Frascati, poté ve Villa Strohl Fern ve Villa Borghese. Zatímco odtud posílal obrazy zpět do Lleidy (aby ukázal, že splňuje podmínky svého stipendia) a na výstavu v Paříži. V roce 1901 se zúčastnil Národní výstavy výtvarných umění.

### Různé zájmy
Po čtyřech letech se vrátil do Barcelony. Kromě svých obrazů poskytl ilustrace pro několik významných publikací, včetně L'Esquella de la Torratxa. Mnoho z jeho kreseb bylo signováno „L'Alegret“ (možná odkaz na Alegreta, Gaskonského trubadúra). Vyzkoušel si také dramaturgii. V roce 1909 mělo divadlo Teatre Apolo premiéru jeho hudební komedie La Canción de la Ninfa ; napsáno pod nom-de-plume „Emilio Roig“, s hudbou Pedra Enriqua de Ferrána.
Byl také fascinován fotografií a téměř vždy chodil s fotoaparátem po ruce, produkoval více než tisíc skleněných desek, dokumentujících místa a lidi ve svém životě, které jeho potomci v roce 2009 představili Museu d'Art Jaume Morera Ve skutečnosti pomohl muzeum založit; v roce 1915 cestoval do Paříže, aby získal malby, které zde zanechal Xavier Gosé, což byla první velká akvizice muzea.
Během příštího desetiletí nadále vystavoval často a široce po celé Evropě a Jižní Americe, v roce 1925 navštívil Buenos Aires a Montevideo. Zemřel na zápal plic na konci roku 1926.

## Galerie

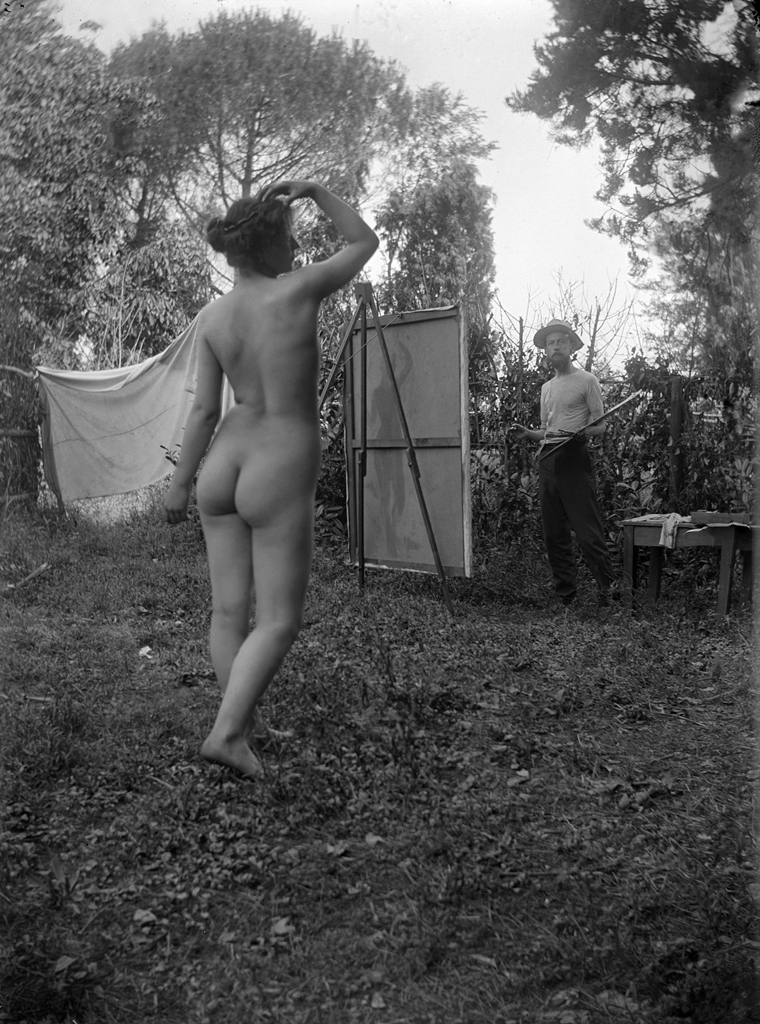
Baldomer Gili Roig pintant una model, asi 1905
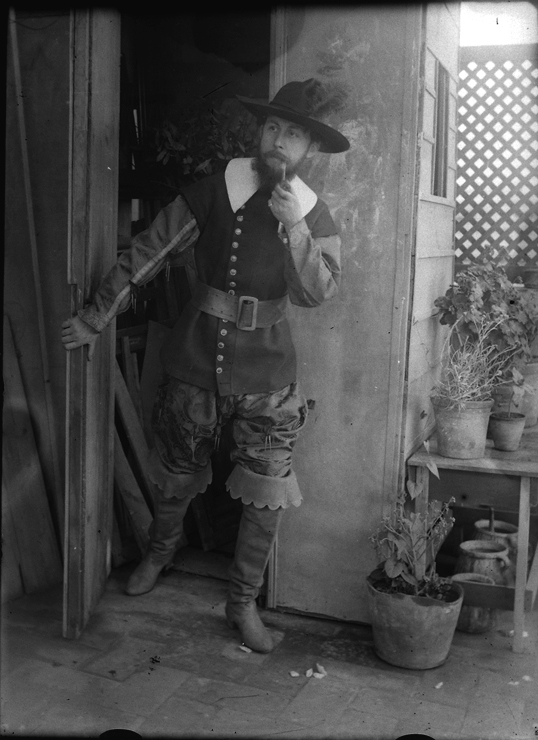
Autoportrét umělce
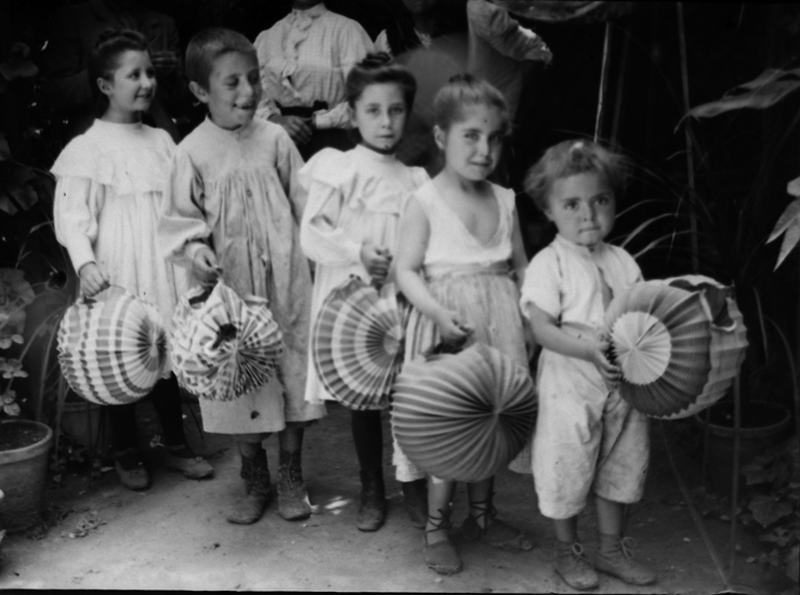
Nens amb fanalets (Barcelona)
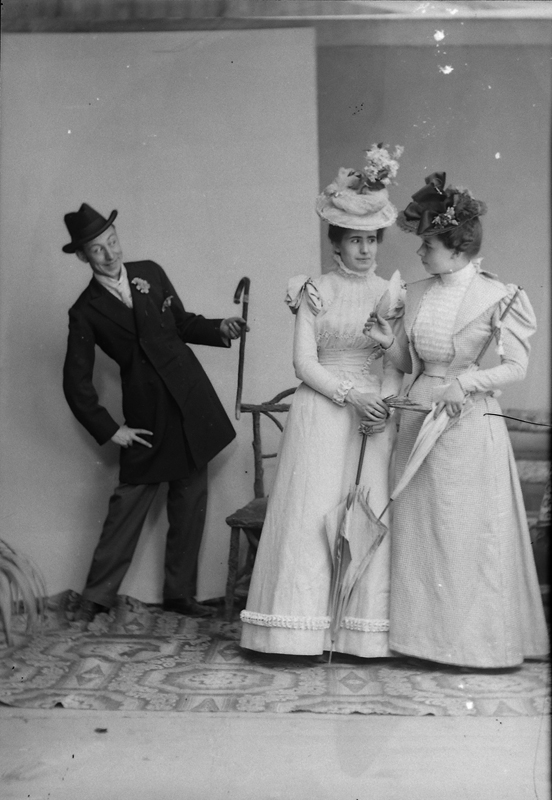
Skupinová fotografie
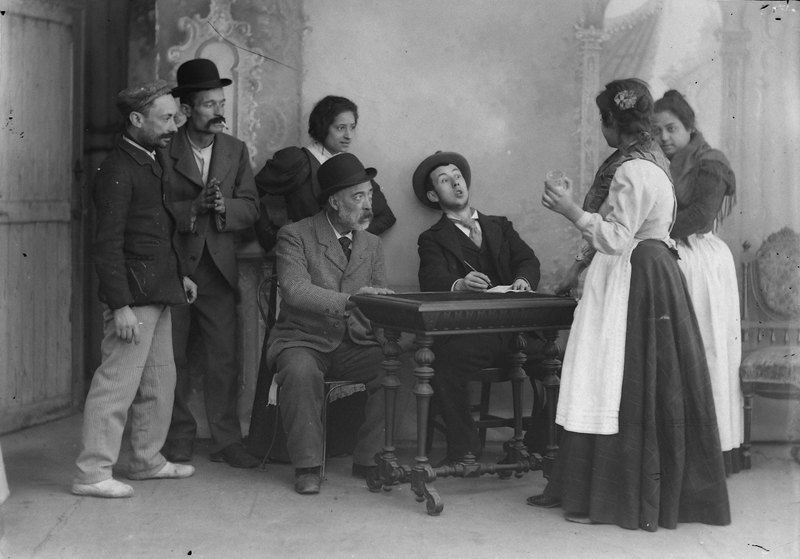
Skupinová fotografie
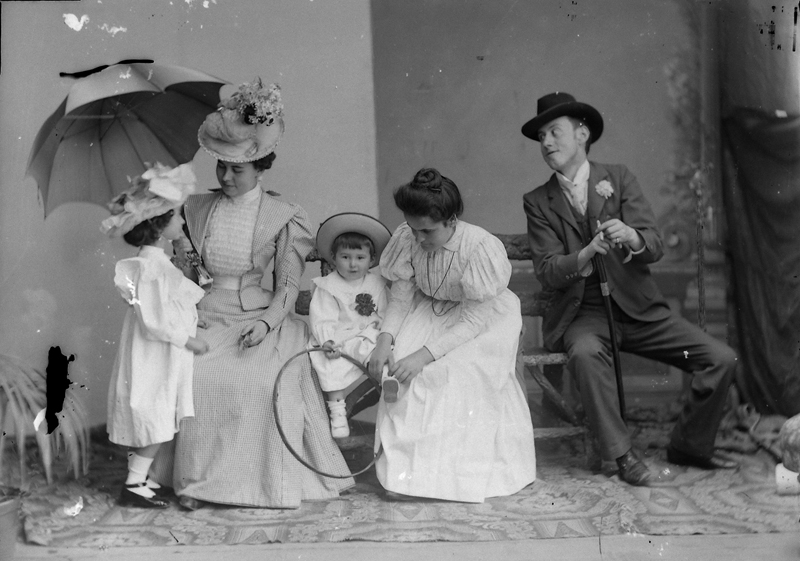
Skupinová fotografie
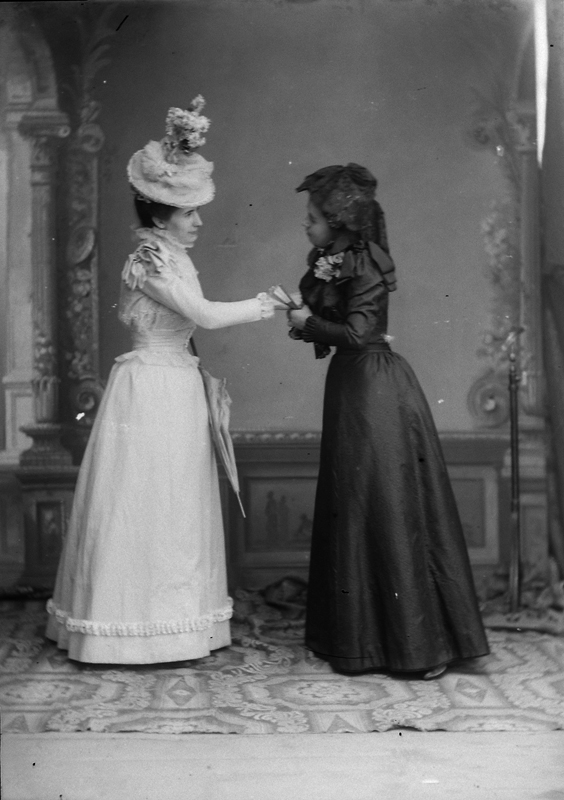
Skupinová fotografie
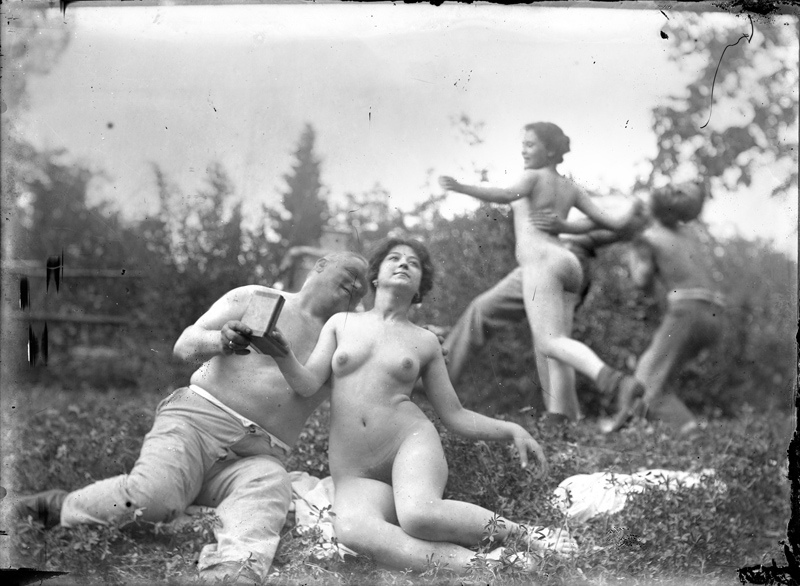
Kompozice
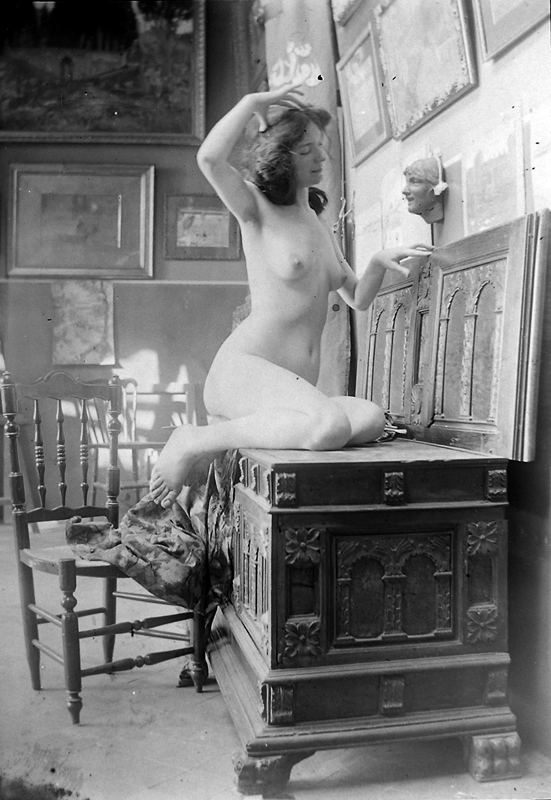
Modelka
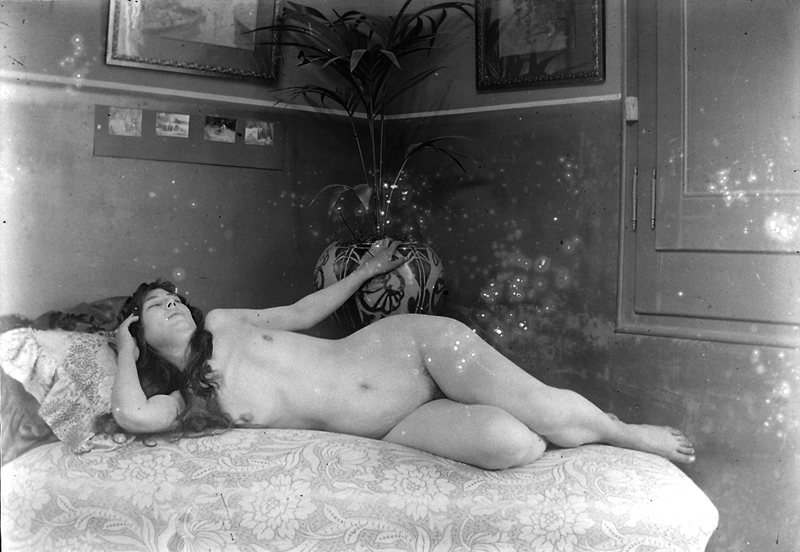
Modelka
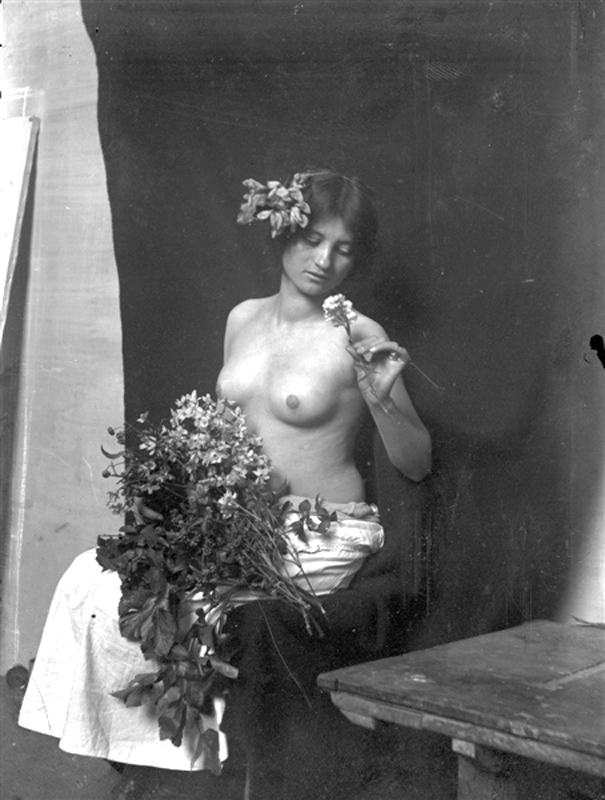
Modelka
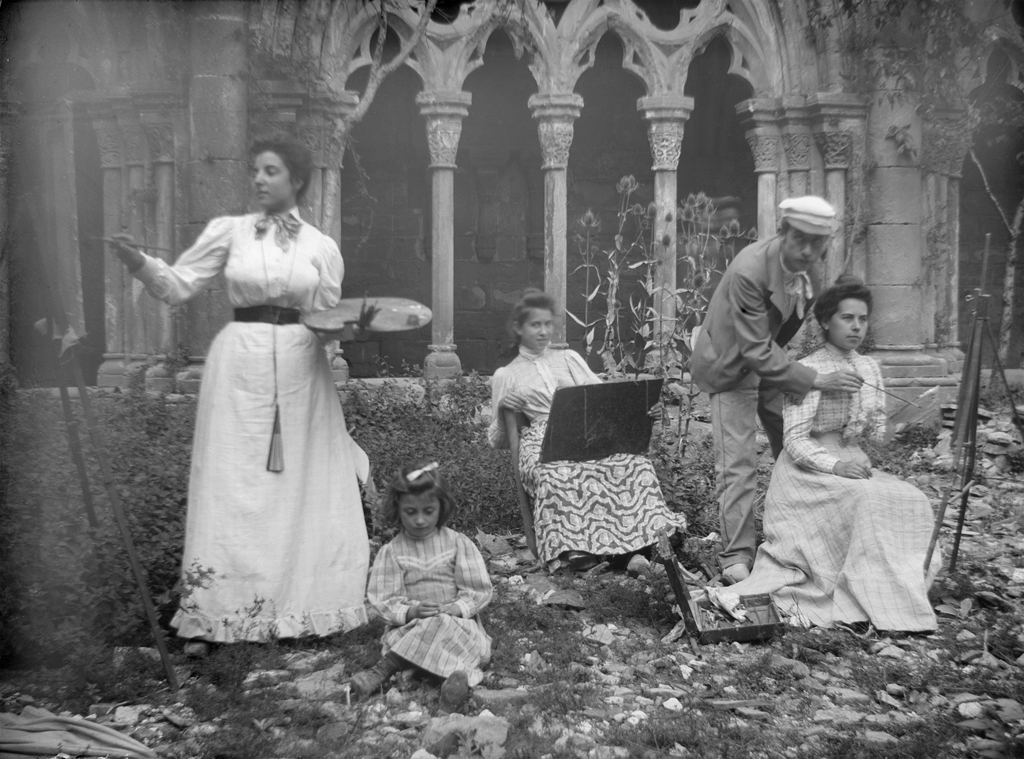
Família Gili Roig (Claustre del Monestir de Santa Maria de Poblet), asi 1900